# 아타리 XEGS

로고

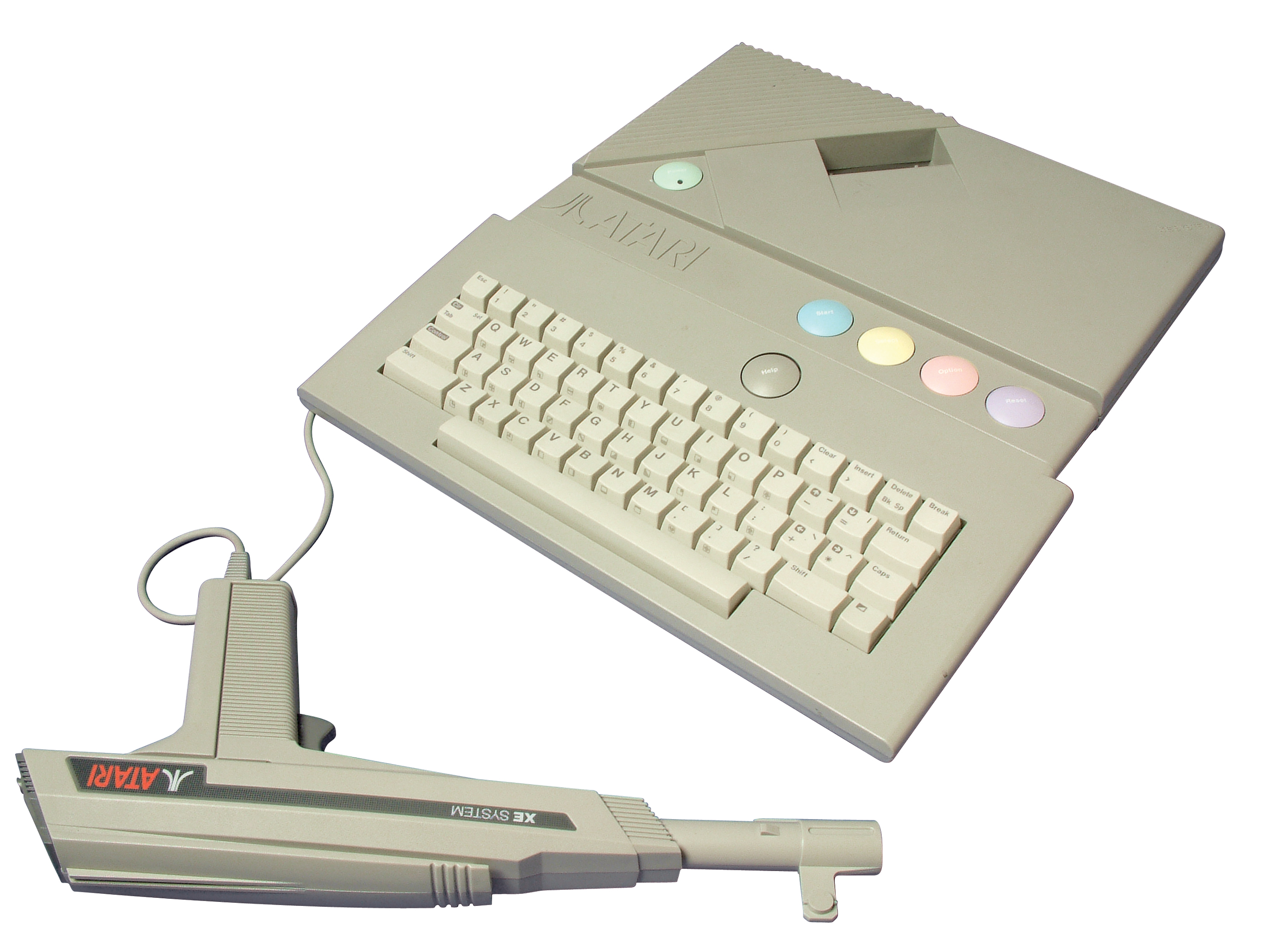

아타리 XEGS(Atari XEGS, Atari XE Video Game System)은 아타리 65XE 가정용 컴퓨터를 산업적으로 재설계한 제품이자 아타리 8비트 제품군의 최종 모델이다. 1987년 아타리 코퍼레이션에서 출시되었으며 패밀리 컴퓨터, 세가의 마스터 시스템 및 아타리 자체 아타리 7800과 함께 홈 비디오 게임 콘솔로 판매되었다. XEGS는 기존 아타리 8비트 제품군 하드웨어 및 소프트웨어와 호환된다. 키보드가 없으면 시스템은 독립형 게임 콘솔로 작동한다. 키보드를 사용하면 아타리 XE 컴퓨터와 동일하게 부팅된다. 아타리는 XEGS를 콘솔과 조이스틱만으로 구성된 기본 세트와 콘솔, 키보드, CX40 조이스틱, XG-1 라이트건으로 구성된 디럭스 세트로 패키지화했다.
XEGS 릴리스는 반야드 블라스터(Barnyard Blaster) 및 버그 헌트(Bug Hunt)를 포함한 새로운 게임과 파이트 나이트(Fight Night, Accolade, 1985), 로드 러너(브로더번드, 1983), 네크로맨서(Necromancer, 시냅스 소프트웨어, 1982), 볼블레이저(루카스필름 게임스, 1985) 등의 오래된 게임을 등에 업었다. 시스템에 대한 지원은 나머지 8비트 컴퓨터 제품군인 아타리 2600 및 아타리 7800과 함께 1992년에 중단되었다.

## 같이 보기
- 아타리